# 1510er
Portal Geschichte | Portal Biografien | Aktuelle Ereignisse | Jahreskalender | Tagesartikel

◄ |
15. Jh. |
16. Jahrhundert
| 17. Jh. | ►

◄ |
1480er |
1490er |
1500er |
1510er
| 1520er | 1530er | 1540er | ►

1510 |
1511 |
1512 |
1513 |
1514 |
1515 |
1516 |
1517 |
1518 |
1519

## Ereignisse
- 1510: Die Allerheiligenflut verheert die Nordseeküste.
- 1511: Afonso de Albuquerque erobert die Stadt Malakka.
- 1512: Spanien regelt gesetzlich den Umgang mit der einheimischen Bevölkerung in der Neuen Welt.
- 1513: Niccolò Machiavelli schreibt sein berühmtestes Buch Il Principe („Der Fürst“), eine Abhandlung über die Kunst der Staatsführung.
- 1514: Aufstand der Bauern in Württemberg unter dem Namen Armer Konrad.
- 1515: Die Eidgenossen erklären sich am 14. September „auf ewig“ für neutral.
- 1516: Götz entbietet den Schwäbischen Gruß.
- 1517: Martin Luther veröffentlicht seine 95 Thesen (der Überlieferung nach durch Anschlag an die Tür der Schlosskirche von Wittenberg). Er will eine Diskussion über die Beicht- und Ablasspraxis der katholischen Kirche anregen, bewirkt aber letztlich die Abspaltung der evangelischen von der römisch-katholischen Kirche.
- 1518: Luther vor dem Reichstag zu Augsburg.
- 1519: In Zürich beginnt die Reformation durch Huldrych Zwingli.
- 1519: Ferdinand Magellan beginnt die erste Weltumsegelung (bis 1522).

| Kultur |
| --- |
| - Cinquecento in Italien - Renaissance - Hochrenaissance in Italien - Frührenaissance im deutschsprachigen Raum - Spätgotik - Manuelinik in Portugal |

## Kultur

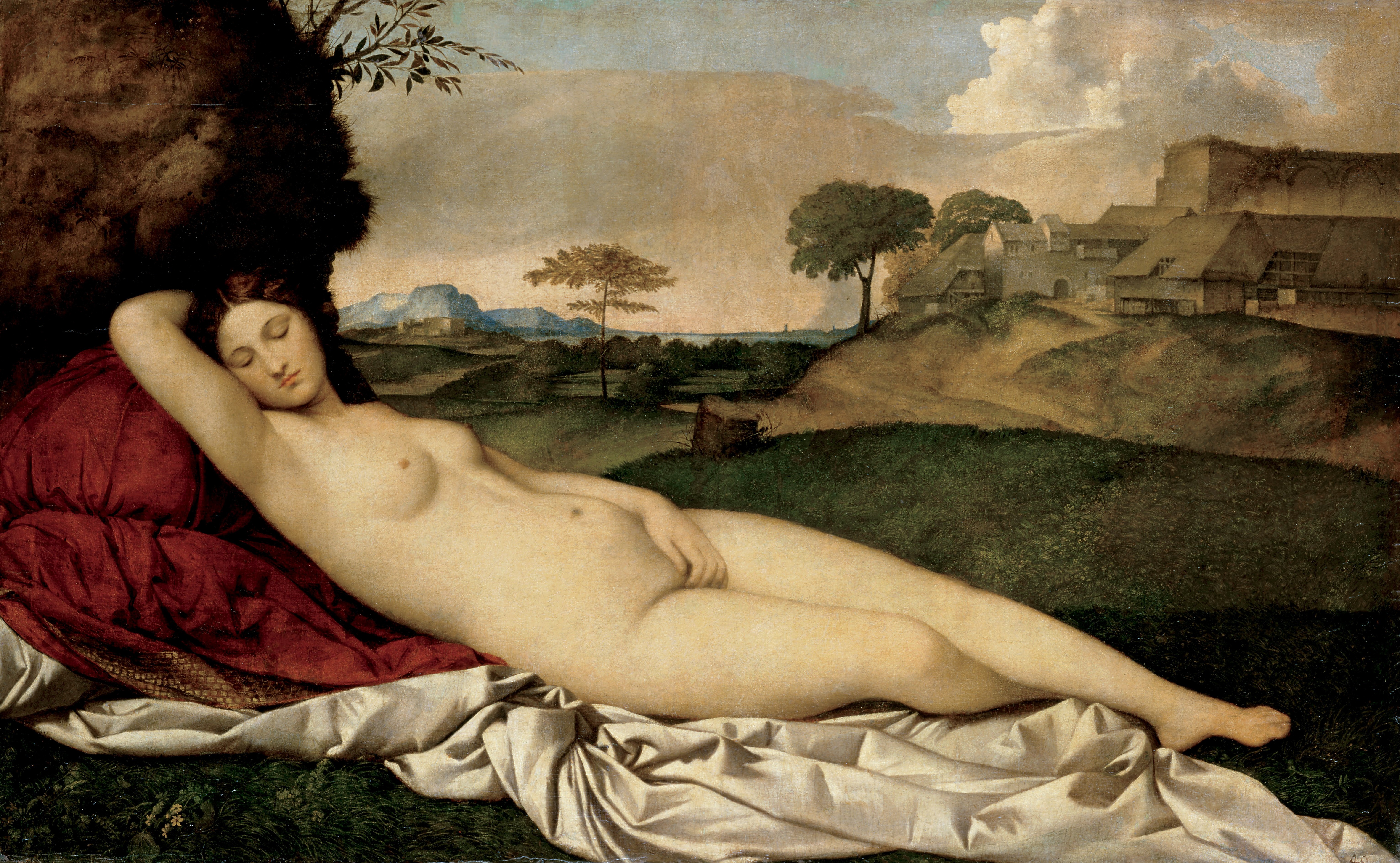
Schlummernde Venus von Giorgione

- 1510: Der italienische Renaissancemaler Giorgione vollendet mit der Schlummernden Venus eines seiner letzten Werke.
- 1511: Raffael vollendet die Stanza della Segnatura im Apostolischen Palast in Rom.
- 1512: Nach über vierjähriger Arbeitszeit wird am 1. November Michelangelo Buonarottis Deckengemälde in der Sixtinischen Kapelle in Anwesenheit des Auftraggebers Papst Julius II. feierlich enthüllt.